# 惠远寺
惠远寺（藏語：རྟའུ་མགར་ཐར་དགོན，威利转写：rtavu mgar thar dgon），藏文名“嘎达向巴林”（藏語：དགའ་ལྡན་དགའ་ལྡན་བྱང་པ་གླིང་，威利转写：dgav ldan byang pa gling，意为“解脱洲”），是位于中国四川省甘孜藏族自治州道孚县（原乾宁县）协德乡的一座藏传佛教格鲁派寺院。2004年增補為第六批四川省文物保護單位，2019年10月7日公布为第八批全国重点文物保护单位。

## 历史
《道孚县志》载，惠远寺建于清朝雍正七年（1728年）。当时，蒙古准噶尔部侵入西藏，藏区秩序混乱。为了加强西藏高层人士同中国内地的联系，清朝政府特在乾宁（原称“泰宁”）修建寺庙。清朝政府为建该寺拨库银40万两，并动用了大批工匠，建成了这座仅僧舍便有千余间的大型寺庙。寺庙建成之后，雍正帝钦定寺名为“惠远寺”，并题写了“惠远寺”的匾额，又派1800名官兵驻守该寺。
寺院建成后，雍正帝派人迎请七世达赖到该寺居住以避难，七世达赖在该寺驻锡七年（1728年至1735年）。雍正帝特派担任理藩院主事的果亲王允礼、国师章嘉呼图克图到惠远寺经办七世达赖返回西藏事宜。七世达赖临行前，要求将惠远寺交其继续管理，获得清朝允许。此后，七世达赖留下堪布1人，喇嘛、扎巴70余人在该寺，清朝政府每年支付白银七百七十两，供该寺的香火供奉费，该费一直支付至中华民国末期。道光十八年（1838年），十一世达赖生于惠远寺附近的下村，后来在护送下自惠远寺启程赴拉萨，惠远寺因此更加名声远播。清廷还赐予惠远寺“九龙九狮”尊号，其中“九龙”代表中国中央王朝，“九狮”代表西藏噶厦。至今惠远寺大殿一楼外侧仍绘有“九龙九狮”图案。
历史上，惠远寺多次遭遇地震毁坏，又多次重建。
1953年至今，惠远寺珍藏有藏文、汉文合璧的“中华人民共和国各民族团结起来”锦旗，为1950年代初毛泽东的题词。
西藏民主改革时，惠远寺被定为保留寺庙，未受破坏，并留下30名喇嘛扎巴管理该寺。文化大革命期间，该寺受到严重毁坏，石碑也被拆毁当作猪厩底板。1982年，甘孜藏族自治州人民政府批准惠远寺为开放寺院。人民政府还拨款对该寺进行了维修，并为此前在级左路线下遭受冤屈的戈教活佛、牛麦郎加活佛进行平反。惠远寺被列为甘孜藏族自治州文物保护单位。
惠远寺现有两位活佛，第一序位为戈教活佛，第二序位为牛麦郎加活佛。第四世戈教活佛戈教·云登嘉措1992年由甘孜藏族自治州人民政府核批，是经甘孜藏族自治州人民政府核批的全甘孜藏族自治州第一位转世活佛，也是中华人民共和国成立以来首位由人民政府核批的转世活佛。
藏历一月期间，惠远寺举办传召大法会。藏历六月期间，举办亚却大法会。

## 建筑
惠远寺四周群山如同八瓣莲花，惠远寺便坐落于这山间的“莲花宝地”的中心。惠远寺占地500多亩，寺前有一条笔直的路通向寺门。寺门两侧为红墙，108尊白塔嵌在红墙上。
惠远寺的主要建筑有牌楼、照壁、大门（碑亭）、大殿、佛学院、客堂等。据传说，惠远寺是按照雍正帝玉玺的形状而建。照壁、大门、大殿四角的建筑的建筑风格均为皇家寺院风格。照壁后面的大门两侧为碑亭，亭内有五座石碑，记述了惠远寺的修建历史。五座石碑分别为：雍正九年（1731年）《御制惠远寺碑》蒙古文、汉文石碑各一座，《泰宁惠远寺文碑》一座，《果亲王谕惠远寺奉碑》一座，同治四年（1865年）四川候补道史致康《泰宁惠远寺碑记》一座。这五座石碑在文化大革命时期被当作猪厩底板。中共十一届三中全会后，政协道孚县委员会委托委员周安泰、土登彭措、呷马多登等人寻觅发掘，得上述五座石碑。该寺原来还有果亲王感事《七笔勾》石碑一座，同上述五座石碑均在文化大革命时期被推倒，现在尚未寻获。
上述五座石碑的碑文如下（此处仅录汉文碑。《御制惠远寺碑》蒙古文碑未录。）：
世宗宪皇帝御制惠远庙碑文
清雍正九年四月初五日

我国家受天眷命，抚御寰瀛，光被四表，募不尊亲。太宗文皇帝崇德七年，班禅额尔德尼、逹賴喇嘛知东土有圣人，遣使通款，路涉万里，时经数载，始达盛京。逮世祖章皇帝时，遂亲至京师朝觐，备蒙恩眷。后以策妄阿喇蒲坦肆恶逞奸，残蹂西藏，皇考圣祖仁皇帝特遣大师，计日平定，抚绥人众，各复生业。赐今呼必尔汗册印封号；安置禅榻，重兴黄教，用以慰番众扳依佛法之诚。并酬班禅、逹賴喇嘛累世恭顺之悃也。朕御极以来，加意护持，俾安净土，因思古今之有佛教，特以劝善惩恶、济人觉世为本。黄教之传，所以推广佛经旨也，演教之地愈多，则佛法之流布愈广，而番夷之响善者益众。西藏既有班禅额尔德尼，而近边之番夷，离藏遥远，皆有皈依佛法之心，因思川省打箭炉之处，有地曰噶达，昔年逹賴喇嘛曾驻锡于此，爱相度川原，创建庙宇，发帑金数十万两 ，遣官董司工役，仿西方白赖本佛庙之图式，凡为殿堂楼房一千余间，又为平房四百间。赐额曰惠远。丹O辉煌，器用充备，置兵以卫之。逹賴喇嘛来登禅榻，率诸徒众咸就新居，诸番耆幼，踊跃欣喜，使臣奏言，彼士早寒，自造寺以来，气候和暖，深秋未冻，则知兹寺之建，人神胥庆，山川著灵。朕所以仰体皇考厚酬逹賴喇嘛累世恭顺之忱，且以广布黄教，宣讲经典，使番夷僧俗，崇法慕义，亿万斯年，永跻仁寿之域，则以佐助王化，实有裨益。是用纪文丰碑，以昭示久远焉。
泰宁惠远寺文碑

曙色欢欣动列屯 西南蜀国共朝暾

滴酥熬芋充供佛 宣德还称乐自樽
雍正乙卯元旦果亲王奉使泰宁作

四川雅州府知府 张桂 敬刊石

王谕惠远庙奉

旨掌賜逹賴喇嘛第子七十餘人居住焚修凡有拜佛熬茶布施番人匆得禁止仍照從前可以
雍正十三年二月初二日

泰宁惠远寺碑记
乙丑夏理塘夷务善后事竣奉

命督师剿办瞻匪新秋过噶达汛驻军泰宁敕建惠远寺仰瞻

御制碑文知寺之建昔年逹賴喇嘛曾驻锡于此

朝廷酬逹賴喇嘛累世恭顺之忱相度山川发帑数十万遣官董司

工役为殿宇楼房共一千余间

赐额曰惠远置兵卫之逹賴喇嘛率诸徒众咸就新居广布黄教宣

讲经典使番夷通俗崇法慕义雍正乙卯年果亲王尚奉

使至此典至巨也溯查乾隆朝下瞻对为患即劳

王师及嘉庆朝又经川省督提剿办罗布七力带其子工布朗结先

期逃遁仅焚其寨落至道光年间罗布七力之子工布朗结为患仍

据中瞻对又侵上下瞻对各土司共同清剿阁督

部堂琦使善亲统汉土官兵直抵该酋老巢该酋被剿穷蹙乞恩投

诚因予以自新之路

奏赏六品长官司该酋挟各土司之嫌寻衅报复其时各土司心力

不齐未知唇亡齿寒之害惟麻书土司力与之敌其余如孔撒章古

土司暗以金银贿赂以求无事各土司得力头人又为工布朗结暗

中勾结归降不数年将霍尔五家一带地方据为已有该酋性最狡

黠即遣官理赴旋结旋翻各土司力不能支分头远避近年复侵占

德格将土妇母子羁留瞻对夷寨侵夺灵葱拉妥土司地面扰及[[金

川]]绰斯甲俊松三处西宁所属迭木齐二十五族藏属察木多乍丫

等处围攻理塘烧毁台站此寺亦时为所侵扰时值川中内地用兵

不能筹发兵饷康叠次奉

旨驰赶炉城妥筹办理驻炉年余仅将大路疏通安设台站委弁添

兵保护此寺并将明正土司与瞻酋之案理结永息争期后各土司

俱遵上年密示机宜被质之夷相率反正适藏兵正防本境反正各

夷力请相助遂直抵中瞻对夷巢相持数月攻之不克又奉

廷寄藏兵如尚可会同将各土司之案办结再行撤退康力陈利害

现当藏兵正在得手未可迁撤惟有川中助其声威以收事半功倍

之效将军制O据情会

奏并准添兵驰赴瞻境督剿发运大炮药铅于是委派文武各员授

以机宜分饬藏中带兵番官及汉土官兵相机进攻下瞻对旬日之

间已将夷塞围困断其水道攻破夷寨生擒瞻酋次子东登工布并

其夷妾子女土地人民全行收复其中瞻对虽叠获胜仗但夷巢坚

固非能力破遂单骑由夷地绕道驰至中瞻对境适所调官兵炮弹

俱至随密示火攻之法迅饬各营夷寨下聚薪暗挖地道安设地雷

复令用火弹火箭烧其楼房连朝霁雾易为引火八月初一将新

旧夷寨焚烧老酋率二子扑火而亡余孽数生擒是役也仰赖我

皇上洪福奉檄一月将一百二十余年巨患荡除尽净未留余孽而

逹賴喇嘛派兵远来输饷数十万始能成此大功其急以报国勤王

之忱尤不可无所表者从此西疆万里永靖边陲凯撤重过惠远寺

堪布喇嘛以历年受瞻对之害寺中规章紊乱请为严加整定俾专

心唪经邀免力役因为查明向例给予断牌使各土司差役不准索

诸寺中去应每岁应领之款并饬地方官届时发给恐时久无所考

证因爱笔详记其事而为惠远寺之规云乐
同治四年九月朔日督办川藏夷务盐运使衔

四川候补班前补用道宛平 史致康 撰并书

金碧辉煌的大殿坐西朝东，三楼一底。大殿位于“莲花宝地”的核心，大殿外有上千平方米的草地，惠远寺宗教活动的主要场所便是这片草地。大殿中央供奉三尊铜佛像，其中中间为释迦牟尼像。大殿二楼的柱头上，雕有描绘建寺缘由及经过的彩绘连环画，画中人物采用戏曲故事人物造型。